# Zaze
Zaze ou Zazi (em quimbundo: Nzàjì; em quicongo: Nzàzi), também chamado Cafelempango, Impango, Luango, Lumbambo, Lumbombo, Quiançubanga, Quiaçubenganga, Quibuco, Quiburo, Tata-Muílo, Tiburo e Zaziquelempongo, na mitologia bantu, é o inquice dos trovões e relâmpagos e a representação do equilíbrio do cosmo, equivalente ao orixá Xangô. Por vezes é chamado de Zaze-zaze e representa o raio forte de Xangô, enquanto que, quando chamado Zaze-mambembe, é entendido como raio de Iansã, que é mais fraco do que o de Xangô. Nos mitos dos bantos em Angola, se fala que as lutas, querelas e pactos de aliança entre Zaze e Congolo, um antigo rei do Reino Lunda que foi divinizado como o arco-íris, explicam os longos períodos de seca ou de chuvas torrenciais.